# Phymosomatoida

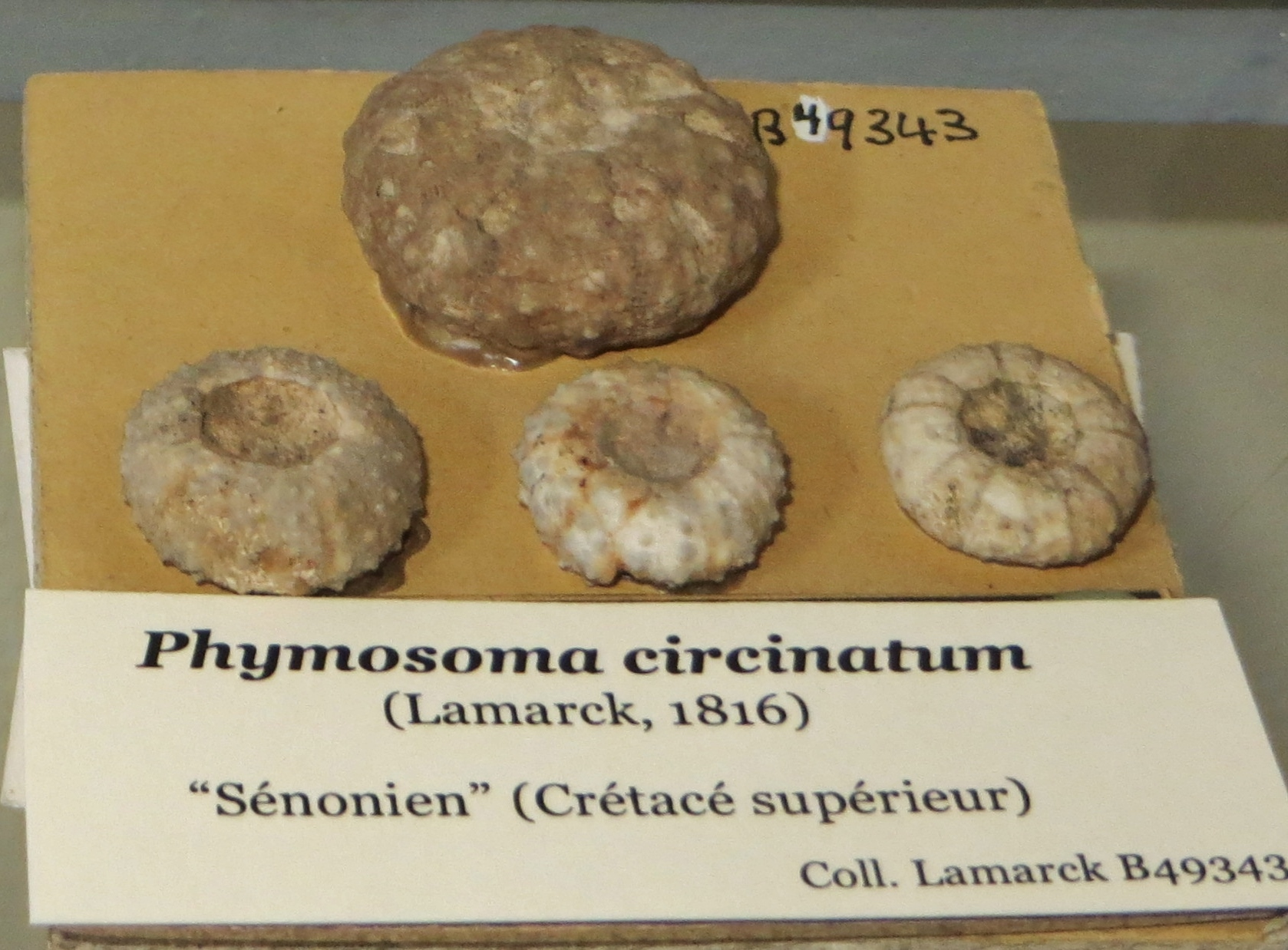
Fósseis de Phymosoma circinatum (Cretáceo, MNHN).

Phymosomatoida Mortensen, 1904 é uma ordem de ouriços-do-mar com distribuição natural nas costas atlânticas da Europa e América do Norte e no Mediterrâneo. O registo fóssil destes equinodermes é conhecido desde o Jurássico Inferior.

## Descrição
Os membros desta ordem distinguem-se pela presença de grandes placas fundidas sobre a lanterna de Aristóteles. A testa é usualmente esculpida, pelo menos parcialmente, mas ao contrário do grupo Temnopleuroida, com o qual são estreitamente aparentados, os tubérculos são crenulados mas nunca são perfurados. Os tubérculos ambulacrários e interambulacrários são de dimensão similar.
A abertura na testa através da qual se dá a abertura do ânus, o periprocto, é comparativamente larga neste grupo. O disco apical, em torno da boca, é monocíclico e apenas ligado de forma ténue ao resto do esqueleto, estando frequentemente ausente em espécies fósseis, dando a falsa impressão de que a abertura oral também é muito alargada.
A presença deste grupo é conhecida do registo fóssil do Jurássico (Toarciano) ao presente, com marcada perda de diversidade a partir do Eoceno. Teve a sua máxima expansão nas Américas, na Europa e na África.

## Taxonomia
A ordem Phymosomatoida não tem a sua constituição delimitada de forma estável, sendo os seus membros agrupados em diferentes famílias e géneros consoante o sistema de classificação adoptado. As principais classificações são as seguintes:
- Segundo o NCBI:[3]
  - Família Phymosomatidae
    - Género Glyptocidaris
      - Espécie Glyptocidaris crenularis
- Segundo o ITIS:[3]
  - Família Phymosomatidae
  - Família Stomechinidae

A base de dados taxonómicos NCBI apenas reconhece uma única espécie extante em toda a ordem Phymosomatoida. A base de dados WRMS considera que a ordem Phymosomatoida como contendo apenas espécies extintas, incluindo o géneros Glyptocidaris na ordem Stomopneustoida. Já a página do Natural History Museum considera a ordem como fóssil e inclui nela as famílias extintas Emiratiidae e Phymosomatidae.